# تشارلز ريتشاردسون (لاعب كريكت)
تشارلز ريتشاردسون (23 مارس 1885 - 5 أبريل 1948) (بالإنجليزية: Charles Richardson)‏ هو لاعب كريكت بريطاني (وحمل سابقاً جنسية المملكة المتحدة لبريطانيا العظمى وأيرلندا).